# Кралството и красавицата
„Кралството и красавицата“ (на китайски: 江山美人) е мюзикъл от 1959 година, заснет в Британски Хонконг.

## Сюжет
Скучаещият император Тай Чан (Жао Лей) се измъква от двореца, преоблечен като човек от простолюдието, за да провери дали наистина са толкова красиви девойките в южните провинции, както ги е описвал неговия наставник и главен съветник. На есенния празник, той си разменя усмивки с местната красавица Ли Фенг (Лин Дай) и в крайна сметка се влюбва в нея. Той тръгва да я търси и я открива да сервира вино в една кръчма, под зоркия поглед на по-големия си брат и най-добрия си приятел Та Ню (Ху Кинг), които не са очаровани от ухажването му.
В крайна сметка, Тай Чан се сдобива с благосклонността на девойката и на близост с нея. Още на следващата сутрин обаче, неговата майка, Императрицата-вдовица (Танг Рокинг) и свитата му най-после откриват „блудния монарх“ и го връщат на мястото му, непозволявайки едновременно да претендира за кралството и красавицата. Той обещава на девойката да се върне, но сред дворцовите развлечения и забави забравя за нея.
Минават три години. Императорът прекарва времето си весело, а на девойката, която вече е самотна майка и парий на селото, не и е до смях. Тя не може да потисне любовта си към Тай Чан въпреки неравностойното социално положение и се разболява от треска. Верният и приятел Та Ню се добира до Забранения град, за да убеди монарха да се срещне с възлюбената си. Той води със себе си в малка карета болната Ли Фенг. Когато най-накрая успява да се добере до императора, Тай Чан отмята завесата на каретата, но открива Ли Фенг вече бездиханна.

## В ролите
- Жао Лей като Император Тай Чан
- Лин Дай като Ли Фенг
- Танг Рокинг като Императрицата-вдовица
- Ху Кинг като Та Ню
- Янг Чи Чинг като по-големия брат на Ли Фенг

## Награди
- Награда за най-добър филм от „Азиатско- Тихоокеанския филмов фестивал“ през 1959 година.